# 大澤內站
大澤內站（日语：／ Ozawanai eki */?）是位於青森縣北津輕郡中泊町大字大澤內字海原，津輕鐵道的津輕鐵道線車站。

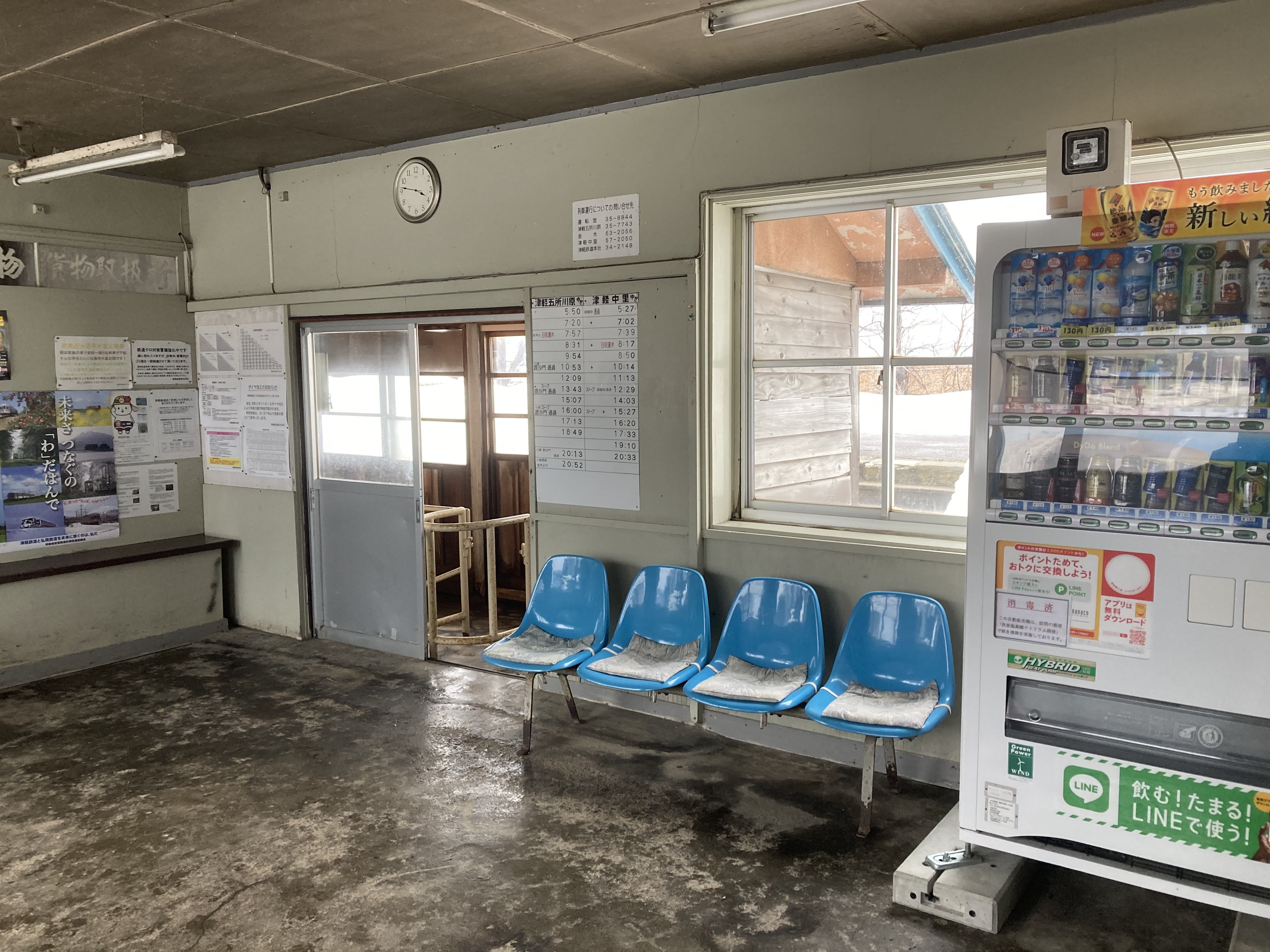
車站內部（2021年2月）

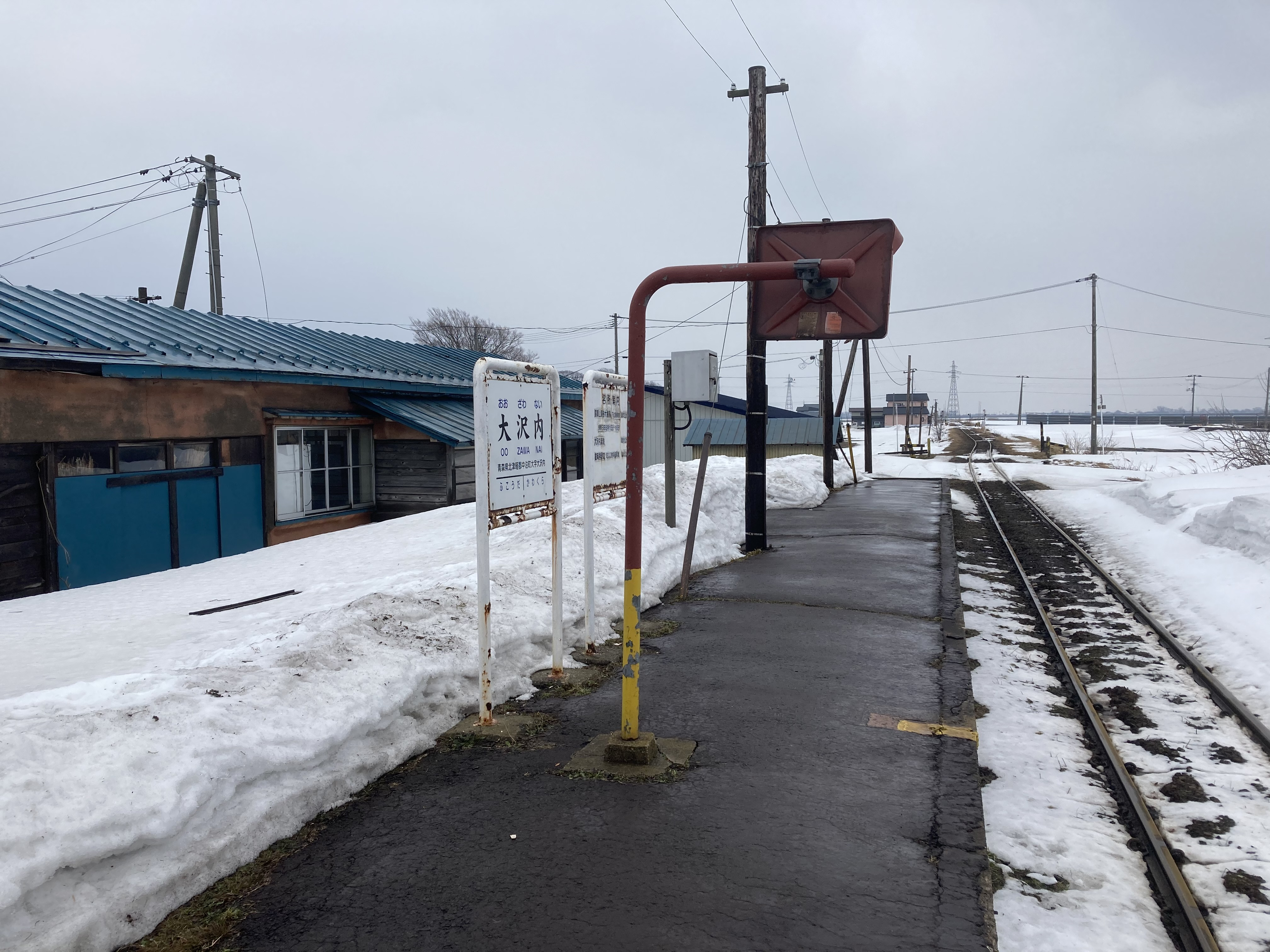
月台（2021年2月）

## 歷史
- 1930年（昭和5年）
  - 10月4日 - 車站啟用[1]。
  - 11月13日 - 鐵路線延伸津輕中里站，此站成為中途站[2]。

## 車站構造
本站是地面車站，設有1面1線的單式月台。此站曾經可進行列車交會。在有人車站時期站房仍然在使用，現時站房內的售票櫃臺已經被板圍封。冬季時站內會開啟煤爐。

## 使用狀況
| 1日上下車人次變化 | 1日上下車人次變化 |
| 年度              | 1日平均人次       |
| ----------------- | ----------------- |
| 2011年            | 48                |
| 2012年            | 43                |
| 2013年            | 50                |
| 2014年            | 53                |
| 2015年            | 43                |

## 車站周邊
- 大澤內溜池
- 青森縣道102號大澤內停車場線（日语：青森県道102号大沢内停車場線）
- 青森縣道183號富野大澤內停車場線（日语：青森県道183号富野大沢内停車場線）

## 相鄰車站
津輕鐵道
津輕鐵道線
蘆野公園－川倉*－大澤內－深鄉田*－津輕中里
* 部分列車通過川倉站和深鄉田站。

## 注腳
1. ↑  「地方鉄道運輸開始」『官報』1930年10月11日（國立國會圖書館數碼化收藏）
2. ↑  《五所川原市史 通史編2》(五所川原市，1998年3月31日發行)「第四章 恐慌と戦争の時代・第六編 近代の五所川原」388頁「五 恐慌下の五所川原の交通・図14 津軽鉄道時刻表 昭和5年(1930)」より。
3. ↑  国土数値情報(駅別乗降客数データ)  （页面存档备份，存于）（日語） - 國土交通省，2019年7月4日參閲

## 外部連結
- 津輕鐵道株式會社 各站資訊 （页面存档备份，存于）（日語）